# Thomas Seltzer
Thomas Seltzer (Happy-Tom), född 27 juli 1969 i Hamar i Norge, är en norsk-amerikansk musiker och programledare. Han är basist i Turbonegro.
Seltzer växte upp i Nesoddens kommun i Akershus fylke i Norge och i Superior, Wisconsin i USA. Hans familj kommer från Midland, Texas.

## Karriär
Thomas Seltzer är basgitarrist i det norska bandet Turbonegro och har även spelat trummor i bandet, men basgitarr har varit det främsta. Seltzer är en av de medlemmarna som startade Turbonegro i slutet av 1980-talet (tillsammans med bland andra Rune Rebellion). Sedan 2009 är han programledare för pratprogrammet Trygdekontoret på NRK. Seltzer tilldelades priset som Årets programleder under Gullruten 2012 och 2013. Han vann även priset som Årets medianavn 2012 under tidskriften Kampanjes "Social media days 2013" i Oslo.